# Batla

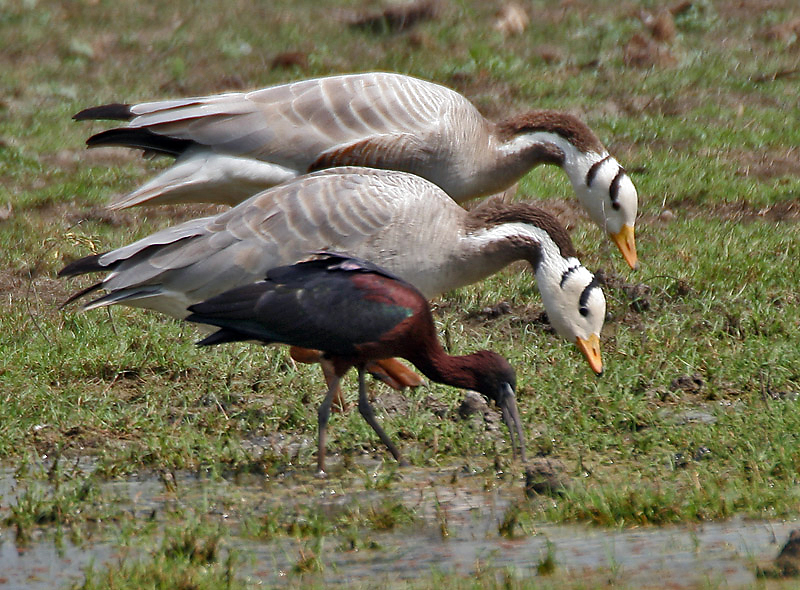
Táplálékot keresgélő batla a Bharatpur mocsárvidéken Indiában, a háttérben indiai ludak (Anser indicus)

A batla (Plegadis falcinellus) a madarak (Aves) osztályának a gödényalakúak (Pelecaniformes) rendjébe, ezen belül az íbiszfélék (Threskiornithidae) családjába és az íbiszformák (Threskiornithinae) alcsaládjába tartozó faj.
A Plegadis madárnem típusfaja.

## Elterjedése
Mindegyik földrészen előfordul. Az összes íbiszfaj közül a batla a legelterjedtebb, Észak-Amerikába való betelepedése feltehetőleg nem olyan régen történt.
Legnagyobb európai kolóniája a Volga torkolatában található, egy másik 4.000 párral a Duna deltájában, egy kisebb a Pó síkságon.
Vándormadár, áprilistól szeptemberig tartózkodik költőterületein és a Földközi-tenger medencéjében, de főleg a trópusi Afrikában telel.
A Volga torkolatában költő madarak Indiában telelnek.
Hazánkban ritkán fészkel. Az 1920-as években a Kis-Balaton környékén több száz pár költött, majd évtizedekre eltűnt. Az 1970-es évek végén jelent meg újra, főleg a Nagyalföldön (Horváth). Áprilisban érkezik vissza telelőhelyeiről és augusztus–szeptemberben távozik.

## Megjelenése
Testhossza 55–65 centiméter, szárnyfesztávolsága 80–95 centiméter, testtömege 530–770 gramm, a hím egy kicsit nagyobb és testesebb, mint a tojó. Nyaka, melle, hasa, combjai és szárnyainak felső részei gesztenyebarnák, feje teteje vörösen fénylő sötétbarna. Háta, evezőtollai viola- vagy zöldesfényű feketésbarna. Szeme barna, a csupasz szemgyűrű zöldesszürke, csőre piszkos sötétzöld, hosszú, erős és enyhén ívelt, lába zöldesszürke.

## Életmódja
Nyáron rovarlárvákat, férgeket és kifejlett rovarokat eszik, télen kagylókat, férgeket, apró halakat, kisebb kétéltűeket és más víziállatokat. Vonuló madár, csapatban repül, alakzata „v” betűt formáz.

### Szaporodása
Az ivarérettséget 3 éves korában éri el.
Általában nádasok gémtelepeiben költ kócsagok, kárókatonák társaságában. Zsombékosokban vadászik, főként olyan helyen, ahol a növényzet takarást biztosít számára (Horváth). Fészkét növényi anyagokból építi. Négy-öt hosszúkás, kékeszöld tojásán 21 napig kotlik.
Mindkét szülő kotlik, de éjjel csak a tojó. A fiatal madarak 5–6 hét múlva repülnek ki.

## Képek

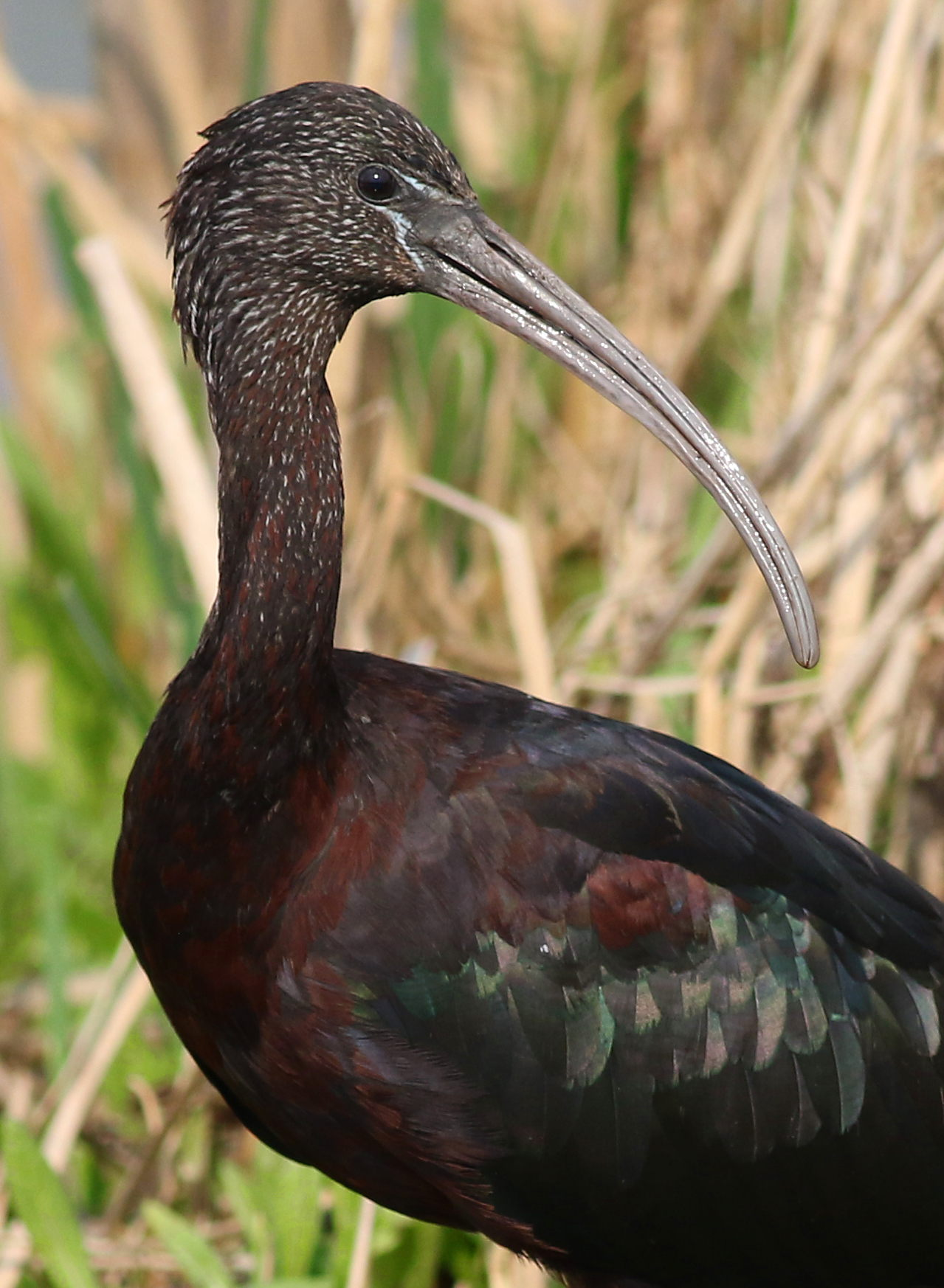
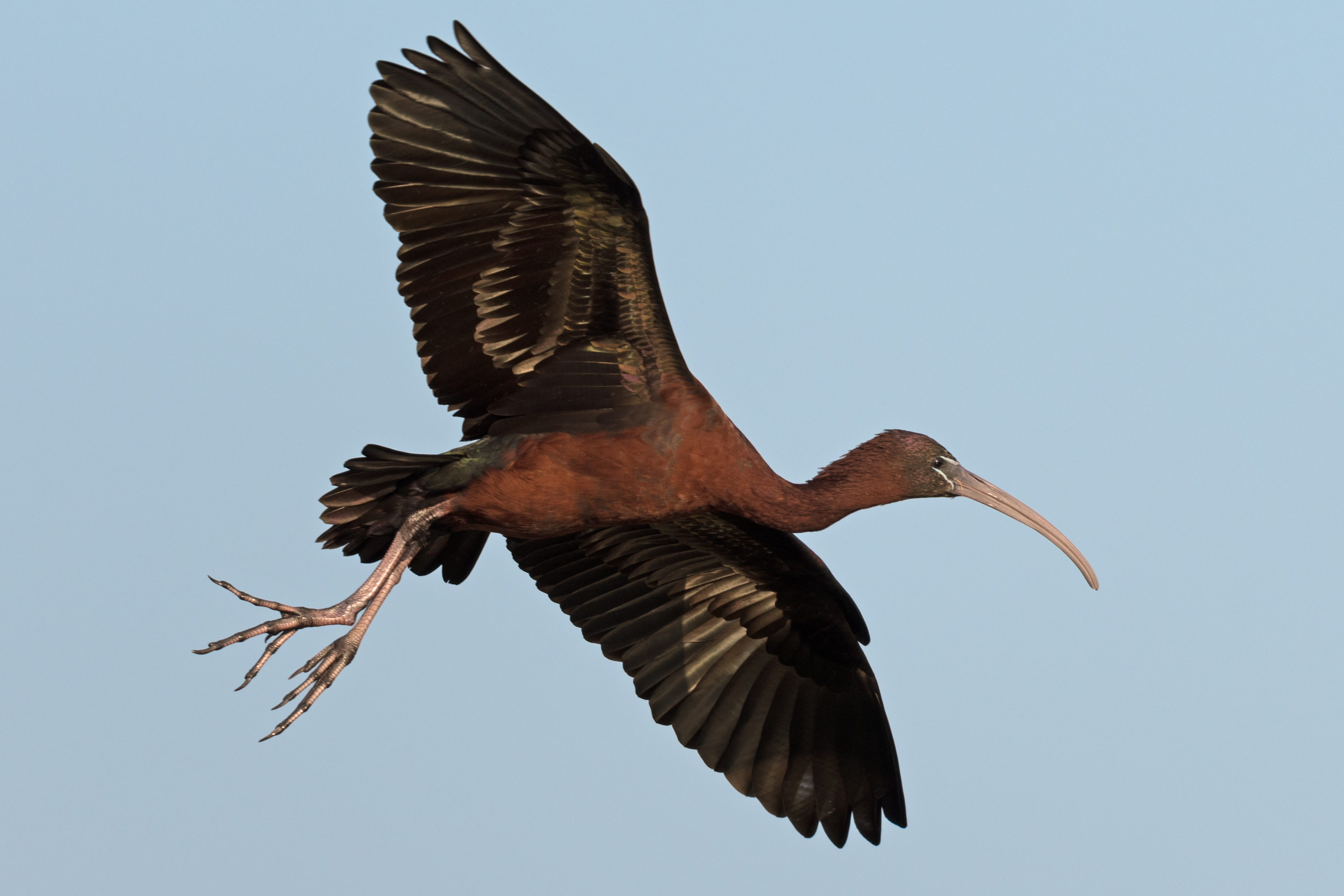
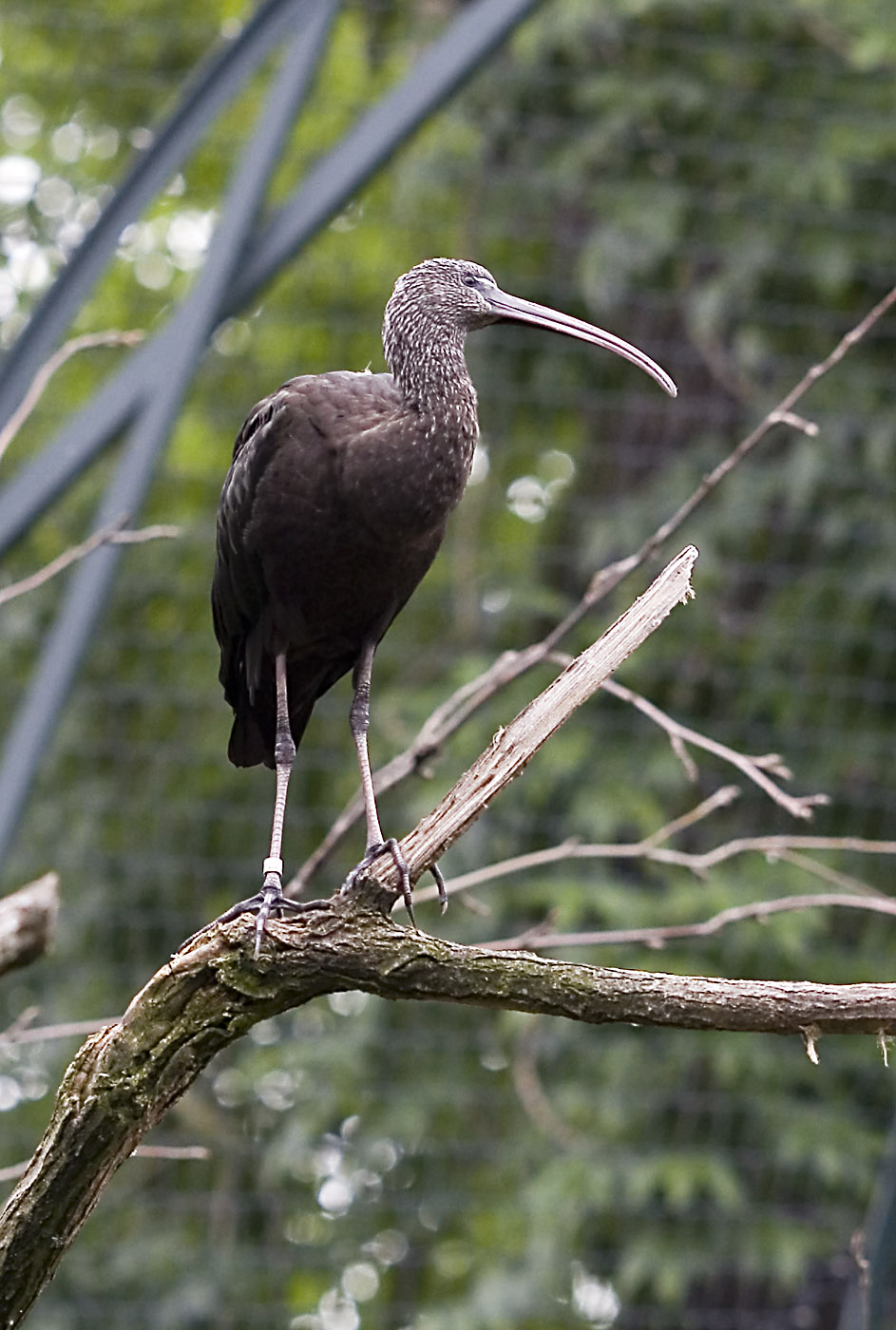
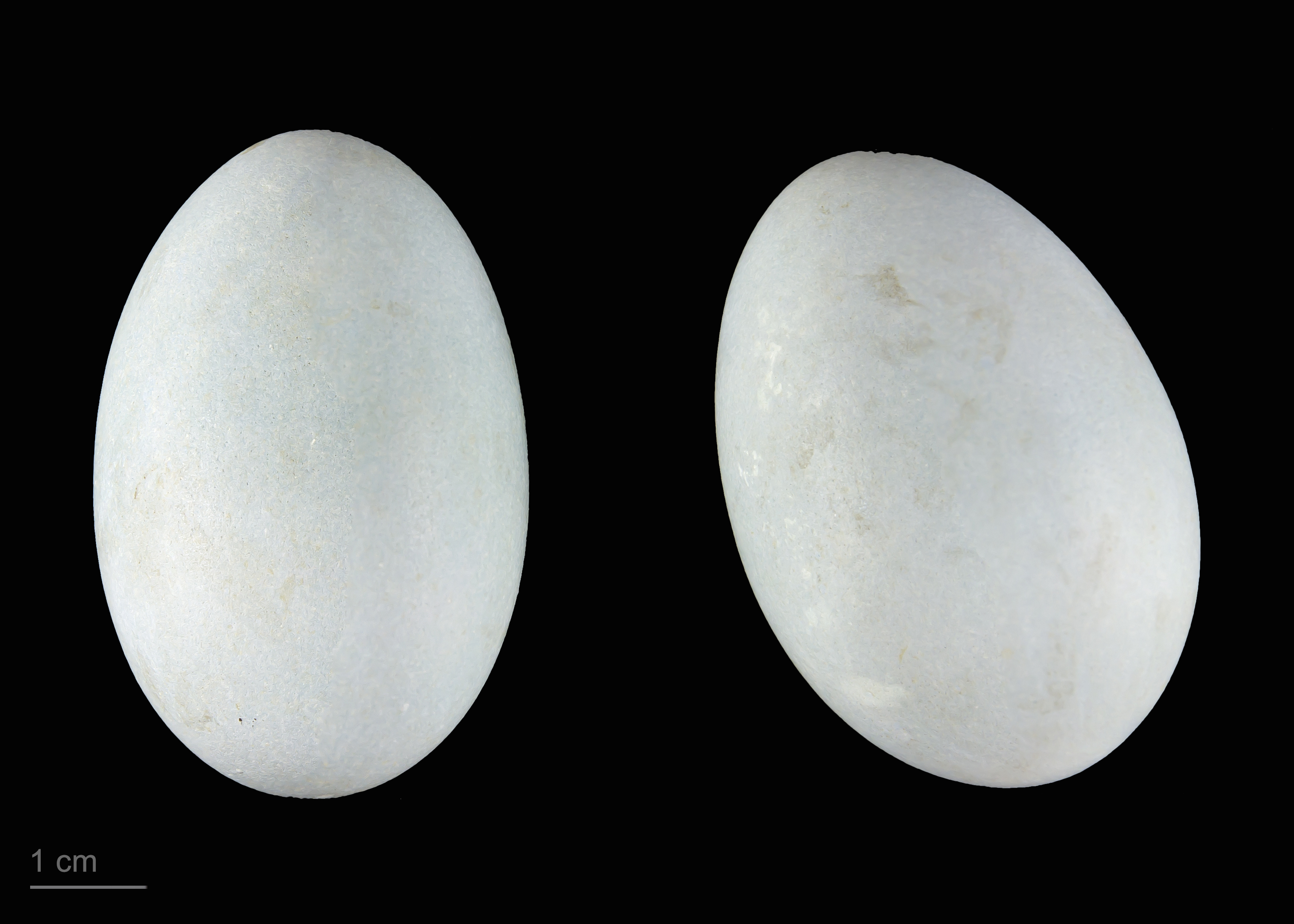
Museum specimen - Bitola, Macédoine